# Ziehers-Nord
Ziehers-Nord ist ein Stadtbezirk der osthessischen Stadt Fulda.

## Lage
Ziehers-Nord liegt im Norden der Stadt Fulda am Fuße des Rauschenbergs. Unmittelbar hinter Ziehers-Nord beginnt die Stadtrandgemeinde Petersberg. Die Bebauung ist durchgehend, sodass sich in einer Straße bzw. auf der gegenüberliegenden Straßenseite oft die jeweils andere Gebietskörperschaft, d. h. Fulda bzw. Petersberg befindet.

## Geschichte
Ziehers-Nord wurde insbesondere in der Zeit nach dem Zweiten Weltkrieg bebaut, sodass heute ein durchgängig bebautes Gebiet zwischen Petersberg und dem Fuldaer Stadtzentrum besteht. Zentrum von Ziehers-Nord ist der Platz der Weißen Rose. Hier befinden sich einige Einrichtungen des täglichen Bedarfs sowie die Geschwister-Scholl-Schule. Außerdem liegt in unmittelbarer Nähe das Fuldaer Schulviertel. Die Arbeiterwohlfahrt (AWO) unterhält in Ziehers-Nord ein Stadtteilbüro.

## Religion
Im Stadtteil Ziehers-Nord sind folgende Religionen vertreten:
Katholisch

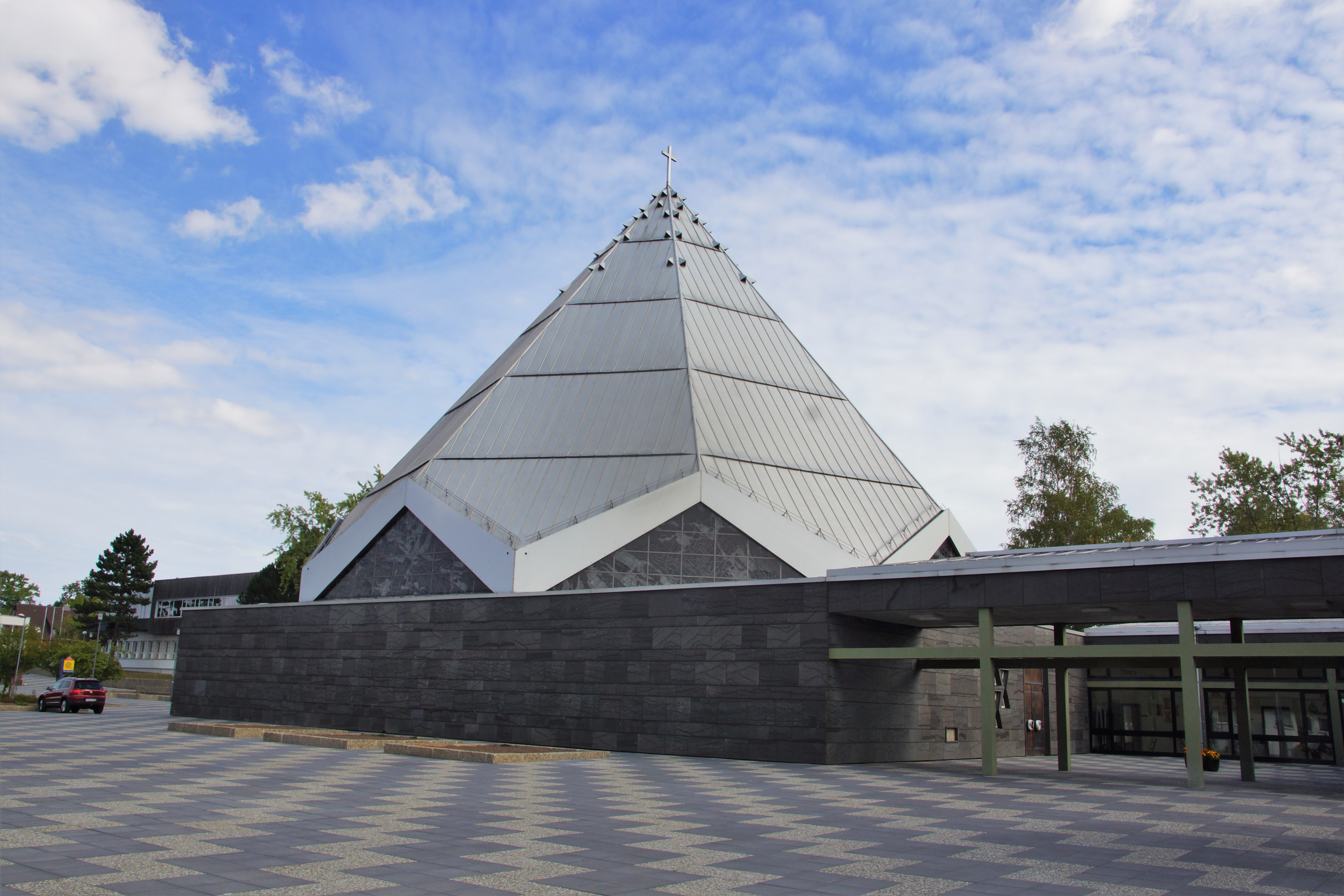
Die katholische Pauluskirche

Die römisch-katholische Pfarrkirche St. Paulus befindet sich am „Platz der Weißen Rose“. Die Kirche bildet die Dominante des Platzes, den sie mit ihrem hohen Zeltdach beherrscht. Die Besucher gelangen über eine breite Freitreppe von der Goerdelerstraße her auf den Vorplatz der Kirche, der auf der rechten Seite vom Glockenständer betont wird und sich nach links zum „Platz der Weißen Rose“ öffnet. Die Kirche steht in der Goerdelerstraße 20 und ist dem Pastoralverbund St. Lioba des Bistums Fulda zugeordnet.

Evangelisch
Die Evangelische Bonhoeffer-Kirchengemeinde in Fulda befindet sich in der Goerdelerstraße 34 und ist dem Kirchenkreis Fulda der Evangelischen Kirche von Kurhessen-Waldeck zugeordnet. Dort befinden sich auch die Kirche und das Bonhoeffer-Haus.

## Infrastruktur und Verkehr
Die Hauptverkehrsader in Ziehers Nord ist die Goerdelerstraße. Im Öffentlichen Personennahverkehr ist Ziehers-Nord über verschiedene Stadtbuslinien mit dem Fuldaer Stadtzentrum verbunden. Nach Betriebsschluss stellt das Anrufsammeltaxi den Öffentlichen Nahverkehr in Ziehers-Nord sicher.